# 1915 في تشيلي
فيما يلي قوائم الأحداث التي وقعت خلال عام 1915 في تشيلي.

## سياسة

### انتهاء فترة المنصب
- 23 ديسمبر – باروس لوكو رامون رئيس تشيلي.

## مواليد

### فبراير
- 24 فبراير – كارلوس براتس سياسي تشيلي.

### نوفمبر
- 19 نوفمبر – أنيتا ليزانا لاعبة كرة مضرب تشيلية.
- 25 نوفمبر – أوغستو بينوشيه

## وفيات

### يونيو
- 28 يونيو – بيلينجورست أنجولو (مواليد 1851)